# Kamienica Oskara Ewalda w Bydgoszczy
Kamienica Oskara Ewalda w Bydgoszczy – kamienica położona w Bydgoszczy przy ul. Gdańskiej 30, na rogu z ul. Krasińskiego.

## Charakterystyka
Kamienicę wzniesiono w latach 1895–1896 dla fotografa Oskara Ewalda. Projektantem budynku był budowniczy Józef Święcicki, który w dekoracji fasady użył charakterystycznych dla swoich realizacji form eklektycznych, głównie neobarokowych. W najwyższej kondygnacji budynku znajdowała się pierwotnie pracownia fotograficzna właściciela. Miała ona formę narożnej nadbudówki wpiętej w połać dachu, przekrytego przeszklonym dachem. Zakład fotograficzny zajmował łącznie część parteru i dwa ostatnie piętra.
Na początku XX wieku, na parterze budynku znajdowała się kwiaciarnia prowadzona przez Annę Stössel.
W 1919 atelier fotograficzne (ówczesny adres: ul. Gdańska 154) zostało kupione od spadkobierców Oskara Ewalda przez Władysławę Spiżewską - pierwszą polską kobietę-fotografa w Bydgoszczy. W budynku dysponowała ciemnią oraz przebieralnią dla klientów, których przemieszczano na trzecie piętro windą. W 1924 pod pretekstem niesprawności windy została ona unieruchomiona (w istocie właścicielom kamienicy chodziło o zamknięcie zakładu, prowadzonego przez kobietę bulwersująca swoim życiem prywatnym konserwatywne społeczeństwo), co istotnie jeszcze w tym samym roku spowodowało zamierzony skutek. Po 1924 atelier stało puste przez dekadę, po czym zostało przebudowane na mieszkanie. Dźwig windy nie został już naprawiony, a w 1936 dokonano jego demontażu. 
W 2016 przeprowadzono remont dachu, 
a od sierpnia 2018 do stycznia 2019 remont elewacji budynku (koszt: 440 tys. zł). 
W 2017 odsłonięto na nim tablicę pamiątkową z informacją o Spiżewskiej.
Sąsiadującą, zabytkową kamienicę przy ul. Krasińskiego 2 wzniesiono w 1912 roku według projektu architekta Franza Juliusa Knüpfera w stylu wczesnego modernizmu o charakterze klasycznym. Od 1919 roku jej właściciel Bonifacy Cyrus prowadził tu dom handlowy i ekskluzywny salon mody, a w latach 30. organizował w apartamentach pierwszego piętra pokazy mody dla bogatych klientów. W okresie PRL pomieszczenia parteru zajmowała restauracja 'Ul', a następnie 'Karczma Słupska', która wykorzystywała także część sąsiedniej kamienicy przy Gdańskiej 28.